# Bobak
A bobak vagy pusztai mormota (Marmota bobak) az emlősök (Mammalia) osztályának rágcsálók (Rodentia) rendjébe, ezen belül a mókusfélék (Sciuridae) családjába és a földimókusformák (Xerinae) alcsaládjába tartozó faj.

## Előfordulása
A bobak Kelet-Európa sztyepjeitől egészen Szibéria keleti részéig található meg.

## Alfajai
- Marmota bobak bobak Statius Müller, 1776
- Marmota bobak tschaganensis Bazhanov, 1930

## Megjelenése
Az állat kinézetre nagyon hasonlít a havasi mormotára (Marmota marmota). Farka azonban jól láthatóan rövidebb, és bundája is világosabb.

## Életmódja
A pusztai mormota síksági talajba kiterjedt üregeket ás, amelyek akár 3 méter mélyre is lenyúlhatnak, és elérhetik a 20 méteres hosszúságot. Helyenként a pusztai talajnak nagyjából a felét átforgatja, így tevékenysége a talaj keveredése és szellőzése szempontjából nagy jelentőségű, de bizonyos pusztai növények fejlődését is elősegíti. A bobak mély vackában alussza téli álmát, ami a tél hosszától függően hosszabb vagy rövidebb ideig tarthat. A tavaszi ébredés után az állatok vedlenek, majd kezdetét veszi a párosodási idő. Szociális viselkedése csakúgy, mint a többi, elsősorban Észak-Amerikában elterjedt fajé, közel áll a havasi mormotáéhoz. Füttyszóval fő ellensége, a pusztai sas (Aquila nipalensis) közeledtére figyelmeztet.